# Georg Fredrik Palmgren
Georg Fredrik Palmgren, född 3 mars 1808 i Mäntsälä, död 23 januari 1871 i Helsingfors, var en finländsk pianotillverkare och instrumentmakare i Helsingfors.
Palmgren tillverkade under sin livstid omkring 30 taffelpianon, två flyglar och 2 pianon.

## Biografi
Palmgren föddes 3 mars 1808 i Mäntsälä. Han var son till länsmannen Palmgren. Palmgren fick sin första utbildning hos klaverbyggaren Erik Gustaf Granholm. Därefter flyttade han till S:t Petersburg där han studerad hos J. F. Schröders pianofabrik. År 1849 flyttade han tillbaka till Helsingfors. Samma år den 22 november fick han privilegium att tillverka en ny stämningsmekanik. Den 24 april 1850 fick han privilegium i att tillverka pianon. Palmgrens lade ner pianofabriken 1866. Han avled 23 januari 1871 i Helsingfors.

## Bevarade instrument
- Två stycken taffelpianon som är i privat ägo.